# Міланський симфонічний оркестр імені Джузеппе Верді
Міланський симфонічний оркестр імені Джузеппе Верді (Orchestra Sinfonica Giuseppe Verdi di Milano) оркестр у Мілані, заснований 1993 року екс-радянським диригентом Володимиром Дельманом.
Оркестр має нагороду Gramophone Award за записи музики Верді (1000) та симфоній Шостаковича (2006)